# Centre de recherche interuniversitaire sur la littérature et la culture au Québec
 (décembre 2022).
 (août 2025).
La mise en forme du texte ne suit pas les recommandations de Wikipédia : il faut le « wikifier ».
Les points d'amélioration suivants sont les cas les plus fréquents. Le détail des points à revoir est peut-être précisé sur la page de discussion.
- Les titres sont pré-formatés par le logiciel. Ils ne sont ni en capitales, ni en gras.
- Le texte ne doit pas être écrit en capitales (les noms de famille non plus), ni en gras, ni en italique, ni en « petit »…
- Le gras n'est utilisé que pour surligner le titre de l'article dans l'introduction, une seule fois.
- L'italique est rarement utilisé : mots en langue étrangère, titres d'œuvres, noms de bateaux, etc.
- Les citations ne sont pas en italique mais en corps de texte normal. Elles sont entourées par des guillemets français : « et ».
- Les listes à puces sont à éviter, des paragraphes rédigés étant largement préférés. Les tableaux sont à réserver à la présentation de données structurées (résultats, etc.).
- Les appels de note de bas de page (petits chiffres en exposant, introduits par l'outil «  Source ») sont à placer entre la fin de phrase et le point final[comme ça].
- Les liens internes (vers d'autres articles de Wikipédia) sont à choisir avec parcimonie. Créez des liens vers des articles approfondissant le sujet. Les termes génériques sans rapport avec le sujet sont à éviter, ainsi que les répétitions de liens vers un même terme.
- Les liens externes sont à placer uniquement dans une section « Liens externes », à la fin de l'article. Ces liens sont à choisir avec parcimonie suivant les règles définies. Si un lien sert de source à l'article, son insertion dans le texte est à faire par les notes de bas de page.
- La présentation des références doit suivre les conventions bibliographiques. Il est recommandé d'utiliser les modèles {{Ouvrage}}, {{Chapitre}}, {{Article}}, {{Lien web}} et/ou {{Bibliographie}}. Le mode d'édition visuel peut mettre en forme automatiquement les références.
- Insérer une infobox (cadre d'informations à droite) n'est pas obligatoire pour parachever la mise en page.

Pour une aide détaillée, merci de consulter Aide:Wikification.
Si vous pensez que ces points ont été résolus, vous pouvez retirer ce bandeau et améliorer la mise en forme d'un autre article.
Le Centre de recherche interuniversitaire sur la littérature et la culture au Québec (CRILCQ) est un regroupement stratégique reconnu et subventionné par le Fonds de recherche du Québec - Société et culture (FRQSC).
Il est né en 2003 de la fusion de deux centres de recherche existants, le CÉTUQ (Centre d’études québécoises de l’Université de Montréal) et le CRELIQ (Centre de recherche en littérature québécoise de l’Université Laval), ainsi que d’une équipe de chercheuses et chercheurs en littérature et en histoire de l'art de l’UQAM.
C'est un centre de recherche en études québécoises qui réunit des chercheuses et chercheurs œuvrant en études littéraires, théâtre, histoire de l'art, musicologie, danse, cinéma, études télévisuelles et ethnologie.

## Historique

### CÉTUQ et CRELIQ
Héritier du Centre de littérature canadienne-française, fondé en 1963 par Réginald Hamel, le Centre d’études québécoises (CÉTUQ) de l’Université de Montréal a mis sur pied en 1975 par Léopold Leblanc. Rattaché au Département d’études françaises (à présent nommé le Département des littératures de langue française), il s'agit d'abord d'un espace de documentation, qui devient un centre d’études en 1991. Le CÉTUQ a successivement été dirigé par Jean-Cléo Godin (1976-1993), Pierre Nepveu (1993-1997), Benoît Melançon (1997-1998) et Micheline Cambron (1997-2002).
Le Centre de recherche en littérature québécoise (CRELIQ) a été créé en 1981 à l’initiative de chercheuses et chercheurs de l’Université Laval. Reconnu officiellement par son institution d’attache depuis 1983, il a acquis au fil des années une vocation de centre interdisciplinaire, sanctionnée à partir de 1992. Le CRELIQ a successivement été dirigé par Jacques Blais (1984-1985), Denis Saint-Jacques (1985-2002) et Marie-Andrée Beaudet (2003).

### CRILCQ
Les groupes fondateurs (CÉTUQ, CRELIQ, groupe de chercheuses et chercheurs de l'UQAM) se sont présentés au premier concours des Regroupements stratégiques du Fonds de recherche - Société et culture (FRQSC) à l'automne 2002. Ainsi, le Centre de recherche interuniversitaire sur la littérature et la culture québécoises (CRILCQ) est reconnu et financé à partir du printemps 2003. Aux équipes initiales se sont joints des chercheuses et chercheurs en histoire culturelle, en histoire de l'art et en musicologie, orientant le Centre vers une vocation pluridisciplinaire.
L’une des principales raisons d’être du CRILCQ est la réalisation de grands travaux d’érudition, de théorie et de synthèse sur la littérature et la culture du Québec. Ses chercheuses et chercheurs se consacrent tant à l’analyse formelle qu’à l’interprétation historique des pratiques et des corpus littéraires et artistiques québécois, dans une perspective qui met en rapport les différents domaines tout en respectant leur intégrité, de manière à rendre justice à la vie culturelle québécoise dans son ensemble et dans sa diversité.
Le CRILCQ a été dirigé par :
- Marie-Andrée Beaudet, Université Laval : directrice (2003-2005), codirectrice (2005-2007)
- Micheline Cambron, Université de Montréal : codirectrice (2003-2005), directrice (2005-2006)
- Lucie Robert, UQAM : codirectrice (2004-2007; 2008-2009)
- Andrée Mercier, Université Laval : codirectrice par intérim (2005-2006), codirectrice (2007-2008), directrice (2008-2013)
- Élisabeth Nardout-Lafarge, Université de Montréal : directrice (2006-2009)
- Robert Dion, UQAM : codirecteur (2007-2008; 2009-2011), directeur général (2018-2020)
- Gilles Dupuis, Université de Montréal : codirecteur (2009-2015; 2019-2020)
- Daniel Chartier, UQAM : codirecteur (2011-2014)
- René Audet, Université Laval : codirecteur (2014-2017)
- Chantal Savoie, UQAM : codirectrice (2014-2016), directrice générale (2016-2018)
- Martine-Emmanuelle Lapointe, Université de Montréal : codirectrice (2015-2019)
- Hervé Guay, UQTR : codirecteur (2018-2020)
- Nathalie Watteyne, Université de Sherbrooke : codirectrice (2020-2023)
- Jean-Marc Larrue, Université de Montréal : directeur général (2021-2024)
- Dominique Garand, UQAM : codirecteur (2020-)
- Pierre Rajotte, Université de Sherbrooke : codirecteur (2023-)
- Robert Schwartzwald, Université de Montréal : directeur général intérimaire (2024-)

## Gouvernance

### Mission
La mission du CRILCQ se résume à trois objectifs principaux : 
- Contribuer au développement des connaissances sur la littérature et la culture au Québec en mettant sur pied des réseaux de recherche interdisciplinaires et internationaux, en appuyant les diverses activités de recherche de ses membres et en offrant une structure d’accueil et des ressources documentaires ;
- Promouvoir les études québécoises au Québec et à l’étranger, notamment en développant les activités de diffusion. en accueillant des chercheuses et chercheurs et des enseignantes et enseignants, et en encourageant les échanges internationaux ;
- Former les jeunes chercheuses et chercheurs en littérature et en culture au Québec en les intégrant aux différents projets de recherche du CRILCQ, en leur offrant des activités qui leur sont spécialement destinées et en leur offrant un appui financier, de façon à faciliter leur percée dans le monde de la recherche.

### Établissements des membres
Le CRILCQ se situe dans deux établissements gestionnaires : l'Université du Québec à Montréal (UQAM) et l'Université de Montréal. Il a trois établissements partenaires : l'Université Laval, l'Université de Sherbrooke et l'Université du Québec à Trois-Rivières (UQTR). Il compte aussi des membres dans six autres établissements : l'Université du Québec à Chicoutimi (UQAC), l'Université Concordia, l'Université McGill, le Cégep de l’Outaouais, le Collège Lionel-Groulx et le Cégep de Sherbrooke.

## Structuration de la recherche

### Programmation scientifique
Le CRILCQ réunit des chercheurs·ses qui se penchent sur les pratiques littéraires et artistiques au Québec, des origines à nos jours. La recherche, la recherche-création, la recherche-action et les humanités numériques sont menées dans une perspective interdisciplinaire qui convoque les savoirs issus des arts et des sciences humaines. Cet ensemble culturel est abordé en fonction de trois axes convergents :
- Axe 1 : Mémoires, héritages et historicité
- Axe 2 : Problématiques contemporaines
- Axe 3 : Pratiques et études des langages littéraires, artistiques et médiatiques

### Lieux de la recherche
Le CRILCQ soutient plusieurs infrastructures.
Les locaux du Centre à l'Université de Montréal et à l'UQAM offrent aux publics universitaire et général deux espaces documentaires spécialisés en études de la littérature et de la culture au Québec.
Codirigé par Jean-Marc Larrue et Renée Bourassa, ARCANES (ARts trompeurs, Communications, Artifices Numériques et Écosystèmes Socio-numériques) est un groupe de recherche qui étudie les régimes d’authenticité prenant place dans une ère de post-vérité, soit les transformations des systèmes de vérité, d’autorité et de légitimité à l’œuvre dans les dynamiques de médiations contemporaines.
Coordonnée par huit cotitulaires, quatre en France et quatre au Québec, la Chaire collective de recherche France-Québec sur les enjeux contemporains de la liberté d’expression (COLIBEX) se déploie autour de quatre axes : « Liberté d’expression, démocratie et droits humains fondamentaux : quelle régulation ? », « Liberté d’expression, croyances religieuses et identités », « Savoirs, science, et liberté d’expression », et « Censure et création ». Mathilde Barraband est cotitulaire de ce dernier.
Sous la responsabilité de Marie-Ève Bradette, la Chaire de leadership en enseignement sur les littératures autochtones au Québec (Maurice-Lemire) propose un regard critique actuel sur les littératures autochtones dans le contexte québécois et une innovation pédagogique par l’enseignement de ces littératures à l’Université Laval.
Sous la responsabilité de Chantal Savoie, la Chaire de recherche en histoire culturelle des pratiques non dominantes porte une série de travaux qui visent à rendre visible la pluralité dans et par la culture en mettant les possibilités offertes par les humanités numériques au service d’analyses novatrices portant sur des pratiques culturelles marginalisées. Chacun des trois axes – « Cent ans de vie culturelle vue par les femmes », « Approches de la culture de grande consommation » et « Laboratoire de la vie culturelle » – s’applique à contrer les effets d’une minorisation particulière, liée au genre sexuel ou au groupe social, à la valeur esthétique, ou issue du rapport aux récits historiques dominants.
Le Laboratoire de recherche sur la culture de grande consommation et la culture médiatique au Québec (LaboPop) de l'UQAM, codirigé par Stéfany Boisvert et Gabrielle Tremblay, veut doter les chercheuses et chercheurs, les étudiantes et étudiants, ainsi que les actrices et acteurs des milieux culturels québécois d’une infrastructure rassemblant les recherches portant sur la culture populaire québécoise, des années 1920 à aujourd’hui.
Rattaché au Département de lettres et communication sociale de l'Université du Québec à Trois-Rivières et dirigé par Hervé Guay, le Laboratoire de recherche sur les publics de la culture (LRPC) rassemble des chercheuses et chercheurs qui s’intéressent à la constitution et à l’évolution des publics dans l’ensemble du champ culturel, qu’il s’agisse du champ de production restreinte ou de masse.
Sous la direction scientifique de Karine Cellard, Sophie Dubois et Marcel Goulet, le Laboratoire intercollégial de recherche en enseignement de la littérature (LIREL) est un groupe de chercheuses et de chercheurs de collège qui se donne pour mission d’explorer les figures du lecteur littéraire, et de concevoir et d’expérimenter des dispositifs didactiques qui permettent aux étudiantes et étudiants du collégial de pratiquer la littérature d’une manière plus riche et plus diverse.
Le Laboratoire international de recherche sur l'imaginaire du Nord, de l'hiver et de l'Arctique de l'UQAM, fondé et dirigé par Daniel Chartier, est un centre de recherche, de documentation et d’expertise sur l’imaginaire du Nord et de l’hiver en littérature, cinéma, culture populaire et arts visuels. Il vise à favoriser les comparaisons entre les différentes cultures nordiques, soit les cultures québécoise, inuite, scandinaves, canadienne-anglaise et finlandaise.
Sous la direction de Dominic Hardy et Esther Trépanier, le Laboratoire numérique d'études sur l'histoire de l'art du Québec (LANÉHAQ)de l'UQAM a pour mandat de rendre disponible à une communauté internationale de chercheuses et de chercheurs des répertoires d’œuvres, d’artistes, d’actrices et d'acteurs et d’institutions ayant participé au développement des pratiques artistiques au Québec.
Fondée en 1978 par des professeures et professeurs du Département d'études françaises de l'Université de Montréal et présentement dirigée par Jean-Marc Larrue, la Théâtrothèque est un centre de documentation théâtrale et un lieu de recherche, d’animation et d’observation dédié aux pratiques scéniques passées et actuelles au Québec. Plusieurs fonds et collections s'y trouvent et contiennent plus de 120 000 documents portant sur les pratiques théâtrales au Québec depuis la fin du XIXe siècle : Collection audiovisuelle de la Théâtrothèque, Collection des compagnies, Collection FTA (1981-2018), Collection Laval-Grondin (1960-1989), Collection Pierre-L’Hérault (1980-2007), Fonds Alfred-Faniel (1912-1950), Fonds Jean-Claude Germain (1965-2001), Fonds Les Deux Mondes (1973-2012), Fonds Michel Vaïs (1980-2013), Fonds PÀP (1978-2016), Fonds Théâtre du Rideau Vert (1961-2010).

## Publications
Le CRILCQ publie les Nouveaux cahiers de recherche (NCR) et les Nouveaux cahiers de recherche-création (NCR-C), qui visent à diffuser les résultats de recherche des membres du Centre. La première collection accueille des répertoires, des listes bibliographiques, des anthologies et des recueils d’articles émanant de groupes de recherche; la seconde, divers textes de genres hybrides.
La collection Nouvelles études québécoises des Presses de l'Université de Montréal, placée sous la responsabilité du CRILCQ, accueille depuis 1995 des ouvrages qui témoignent des nouvelles voies de la recherche au Québec, principalement dans le domaine littéraire et culturel : définition d’objets de recherche inédits, relecture de classiques, élaboration de nouvelles perspectives critiques et théoriques, questionnement des postulats historiographiques et réaménagement des frontières disciplinaires.
Au fil des ans, le Centre a été responsable de plusieurs collections d'ouvrages publiées aux Éditions Nota bene et chez Codicille éditeur.